# Gaychile.com
Gaychile.com es un sitio web chileno existente en una primera etapa entre 1998 y 2008. Fue el primer sitio de Internet enfocado exclusivamente en el público LGBT chileno. En junio de 2025 el dominio fue adquirido y el sitio fue nuevamente publicado bajo una nueva administración con contenidos LGBTI+.

## Historia
El sitio web fue fundado en 1998 por José Víctor Jorquera, en la misma época en que se producía la rearticulación de las organizaciones LGBT chilenas que desembocó en la creación del Movimiento Unificado de Minorías Sexuales (MUMS). La página contenía guías de restaurantes, cafés, discotecas y negocios enfocados al público LGBT o gay-friendly, además de reseñas de cine, música y moda.
Una de las características del sitio web fueron las encuestas de opinión realizadas en el portal, las cuales buscaban entregar el punto de vista de la población LGBT chilena respecto de distintos temas de interés; uno de los sondeos, realizado en enero de 2004 en el marco de la elección presidencial del año siguiente y respondido por más de 1300 visitantes al sitio, preguntaba «¿Cuál crees que desde nuestra perspectiva serían los mejores candidatos(as) a la presidencia de la República?», y en la cual Michelle Bachelet obtuvo el 50% de las preferencias, seguida de Joaquín Lavín (32%) y Soledad Alvear (13%).
Producto del éxito del sitio web, en 2000 Jorquera creó la agencia de viajes Novellus bajo el alero de gaychile.com y enfocada en turistas LGBT. En 2007 el sitio era calificado como una de las páginas web de contenido gay que tenía mayores ganancias en el Mercosur.
A partir de 2005 se comenzaron a realizar cambios en el sitio web, partiendo por la expulsión de los usuarios trans del chat que se utilizaba para comunicarse entre los visitantes a gaychile.com. Dicha situación se intensificó durante 2007 y a inicios de 2008 el sitio comenzó a reemplazar sus contenidos LGBT por mensajes de corte religioso y con contenido homófobo y tránsfobo. Una investigación del periódico OpusGay reveló que José Víctor Jorquera se había convertido en miembro de la Iglesia Bíblica Misionera de Paraguay, y que gaychile.com pasó a manos de Alter Vision Ltda., vinculada a «Radio América, La Voz de la Verdad», una de las emisoras de dicha iglesia.
Como repudio al cambio de contenidos de gaychile.com, entre el 28 de enero y el 25 de marzo de 2008 el Movimiento de Integración y Liberación Homosexual (Movilh) encabezó una campaña de rechazo al sitio web, llamando a las personas a dejar de visitar la página. Las organizaciones que se sumaron a la campaña fueron Agrupación de Apoyo a la Disforia de Género (AADGE), Agrupación por los Derechos Sexuales Integrales de las Personas (ADSIP), Afirmación Chile (Mormones Gays y Mormonas Lesbianas), Coordinadora Universitaria por la Diversidad Sexual (CUDS), Chile Gay Deportes, Federación Chilena de la Diversidad Sexual (Fedisech), Grupo de Apoyo a Hombres Transexuales (GAHT), Iglesia de la Comunidad Metropolitana Nuevo Espíritu, Mateando (organización LGBT argentino-uruguaya de Nueva York), Travestis México (TVME), Chile-transexual.cl, Clubgay.cl, Diariodigitaltransexual.com, Maricones.cl, OpusGay.cl, SantiagoGay.Com, SentidoG.com.ar y SitiosGay.cl.
En junio de 2025 el sitio GayChile.com fue nuevamente puesto en funcionamiento, bajo una nueva administración, con nuevos contenidos dirigidos a la comunidad LGBTQI+.